# Izvarîne
Izvarîne (în ucraineană Ізварине) este o așezare de tip urban din orașul regional Krasnodon, regiunea Luhansk, Ucraina. În afara localității principale, nu cuprinde și alte sate.

## Demografie
Componența lingvistică a așezării de tip urban Izvarîne
     Rusă (94,88%)
     Ucraineană (4,16%)
     Alte limbi (0,24%)
Conform recensământului din 2001, majoritatea populației așezării de tip urban Izvarîne era vorbitoare de rusă (94,88%), existând în minoritate și vorbitori de ucraineană (4,16%).